# Интерциза
Интерци́за (Intercisa) — древнеримский укреплённый пункт и военное поселение, расположенное на римской военной дороге между Аквинком и Мурсой провинции Нижняя Паннония. В настоящее время на его месте находится современный венгерский город Дунауйварош.

## Исторический очерк
Интерциза была построена на важном с оборонительной точки зрения отрезке римского лимеса между 106 и 110 годами нашей эры. Её появление связывают с военными кампаниями римского императора Траяна в Дакии, во время которых она играла существенную роль для защиты лимеса сначала от сарматов, а затем от готов и квадов. Имеются сведения, что I конная когорта альпийцев, которая базировалась в лагере Интерциза отвечала за безопасность на дороге, соединяющей её с Дакией, однако во время германо-сарматской войны примерно между 169 и 171 годами этот лагерь был уничтожен, а его гарнизон — разогнан. Примерно в 176 году этот лагерь был воздвигнут заново, а новый гарнизон воинов из Хомса прибыл вместе с императором Марком Аврелием, который возвращался из Сирии.
Предполагается, что исчезновение Интерцизы произошло из-за вторжения квадов и сарматов во время правления императора Валентиниана I в IV веке нашей эры, однако существует мнение, что римский гарнизон её не покидал вплоть до ухода римлян из Паннонии в 410 году.

## Археологические находки
Серия раскопок, проведённая венгерскими учёными в 1906, 1908—1922, 1926, 1932 и 1949 годах, выявила три основных периода строительства. Первый лагерь на этом месте был возведён из земли и древесины. Сооружение второго, размерами около 175 × 240 м, состоялось во время правления императора Адриана и основным материалом стал камень. Третий этап застройки, во время которого состоялось усиление оборонительного периметра прямоугольными башнями, выпал на период правления императора Константина. Венгерские археологи вскрыли ряд жилых домов, преторий, загородную виллу II века нашей эры, некрополь с более чем сотней захоронений и т. д. Были обнаружены остатки керамики, бронзовых, железных и стеклянных изделий. Так как, помимо римских артефактов, на месте расположения Интерцизы были найдены и позднесарматские (относящиеся к IV веку керамика, вооружение и захоронения), это позволило сделать вывод о присутствии там в то время сарматского гарнизона. Обнаруженные там же германские керамические сосуды и элементы вооружения предположительно связаны с племенами квадов.
В дополнение к этому, раскопки 1962 года обнаружили сирийскую базилику, наличие которой связывают с присутствием сирийских войск, количество которых в Римской империи сильно возросло во время правления императора Септимия Севера.